# Santakari (ö i Björneborg)
Santakari möjligen också Sandakariholmen[källa behövs] är en ö i Finland. Den ligger i Bottenhavet och i kommunen Björneborg i landskapet Satakunta, i den sydvästra delen av landet. Ön ligger omkring 31 kilometer nordväst om Björneborg och omkring 260 kilometer nordväst om Helsingfors.
Öns area är 3,9 hektar och dess största längd är 400 meter i öst-västlig riktning.

## Klimat
Inlandsklimat råder i trakten. Årsmedeltemperaturen i trakten är 4 °C. Den varmaste månaden är augusti, då medeltemperaturen är 17 °C, och den kallaste är januari, med −7 °C.